# Piercia leptoyphes
Piercia leptoyphes är en fjärilsart som beskrevs av Louis Beethoven Prout 1935. Piercia leptoyphes ingår i släktet Piercia och familjen mätare. Inga underarter finns listade i Catalogue of Life.